# Wilfrido de La Rosa Mendoza
Wilfrido de La Rosa Mendoza (Algarrobo, Magdalena, Colombia; 7 de febrero de 1993) es un futbolista colombiano que juega como delantero y su equipo actual es el Real Cartagena de la Categoría Primera B de Colombia.

## Trayectoria
| Club                   | País     | Año           |
| ---------------------- | -------- | ------------- |
| Deportes Tolima        | Colombia | 2013-2016     |
| Deportivo Pasto        | Colombia | 2017          |
| Envigado               | Colombia | 2018-2019     |
| Deportivo Pasto        | Colombia | 2019          |
| Deportivo Pereira      | Colombia | 2020-2021     |
| Independiente Santa Fe | Colombia | 2022-2023     |
| Atlético Huila         | Colombia | 2023          |
| Águilas Doradas        | Colombia | 2024          |
| Real Cartagena         | Colombia | 2024-presente |

## Estadísticas
| Club                         | Div.          | Temporada     | Liga  | Liga  | Liga  | Copas | Copas | Copas | Internacional | Internacional | Internacional | Total | Total | Total |
| Club                         | Div.          | Temporada     | Part. | Goles | Asis. | Part. | Goles | Asis. | Part.         | Goles         | Asis.         | Part. | Goles | Asis. |
| ---------------------------- | ------------- | ------------- | ----- | ----- | ----- | ----- | ----- | ----- | ------------- | ------------- | ------------- | ----- | ----- | ----- |
| Deportes Tolima · Colombia   | 1.ª           | 2013          | -     | -     | -     | 1     | 0     | 0     | -             | -             | -             | 1     | 0     | 0     |
| Deportes Tolima · Colombia   | 1.ª           | 2014          | 24    | 1     | 1     | 13    | 7     | 0     | -             | -             | -             | 37    | 8     | 1     |
| Deportes Tolima · Colombia   | 1.ª           | 2015          | 10    | 1     | 2     | 4     | 0     | 0     | 1             | 0             | 0             | 15    | 1     | 2     |
| Deportes Tolima · Colombia   | 1.ª           | 2016          | 5     | 0     | 0     | 1     | 0     | 0     | 1             | 0             | 0             | 7     | 0     | 0     |
| Deportes Tolima · Colombia   | Total club    | Total club    | 39    | 2     | 3     | 19    | 7     | 0     | 2             | 0             | 0             | 60    | 9     | 3     |
| Deportivo Pasto · Colombia   | 1.ª           | 2017          | 14    | 6     | 0     | 7     | 2     | 0     | -             | -             | -             | 21    | 8     | 0     |
| Deportivo Pasto · Colombia   | 1.ª           | 2019          | 10    | 1     | 0     | 3     | 1     | 0     | -             | -             | -             | 13    | 2     | 0     |
| Deportivo Pasto · Colombia   | Total club    | Total club    | 24    | 7     | 0     | 10    | 3     | 0     | 0             | 0             | 0             | 34    | 10    | 0     |
| Envigado · Colombia          | 1.ª           | 2018          | 31    | 9     | 3     | 3     | 0     | 0     | -             | -             | -             | 34    | 9     | 3     |
| Envigado · Colombia          | 1.ª           | 2019          | 15    | 0     | 0     | 4     | 1     | 0     | -             | -             | -             | 19    | 1     | 0     |
| Envigado · Colombia          | Total club    | Total club    | 46    | 9     | 3     | 7     | 1     | 0     | 0             | 0             | 0             | 53    | 10    | 3     |
| Deportivo Pereira · Colombia | 1.ª           | 2020          | 24    | 3     | 2     | 3     | 1     | 0     | -             | -             | -             | 27    | 4     | 2     |
| Deportivo Pereira · Colombia | 1.ª           | 2021          | 40    | 7     | 7     | 7     | 1     | 0     | -             | -             | -             | 47    | 8     | 7     |
| Deportivo Pereira · Colombia | Total club    | Total club    | 64    | 10    | 9     | 10    | 2     | 0     | 0             | 0             | 0             | 74    | 12    | 9     |
| Santa Fe · Colombia          | 1.ª           | 2022          | 25    | 2     | 2     | -     | -     | -     | -             | -             | -             | 25    | 2     | 2     |
| Santa Fe · Colombia          | 1.ª           | 2023          | 15    | 1     | 1     | -     | -     | -     | 6             | 1             | 1             | 21    | 2     | 2     |
| Santa Fe · Colombia          | Total club    | Total club    | 40    | 3     | 3     | 0     | 0     | 0     | 6             | 1             | 1             | 46    | 4     | 4     |
| Atlético Huila · Colombia    | 1.ª           | 2023          | 19    | 3     | 0     | -     | -     | -     | -             | -             | -             | 19    | 3     | 0     |
| Atlético Huila · Colombia    | Total club    | Total club    | 19    | 3     | 0     | 0     | 0     | 0     | 0             | 0             | 0             | 19    | 3     | 0     |
| Águilas Doradas · Colombia   | 1.ª           | 2024          | 9     | 1     | 0     | -     | -     | -     | 1             | 0             | 0             | 10    | 1     | 0     |
| Águilas Doradas · Colombia   | Total club    | Total club    | 9     | 1     | 0     | 0     | 0     | 0     | 1             | 0             | 0             | 10    | 1     | 0     |
| Real Cartagena · Colombia    | 2.ª           | 2024          | 22    | 8     | 1     | -     | -     | -     | -             | -             | -             | 22    | 8     | 1     |
| Real Cartagena · Colombia    | 2.ª           | 2025          | 26    | 3     | 4     | 1     | 0     | 0     | -             | -             | -             | 27    | 3     | 4     |
| Real Cartagena · Colombia    | Total club    | Total club    | 48    | 11    | 5     | 1     | 0     | 0     | 0             | 0             | 0             | 49    | 11    | 5     |
| Total carrera                | Total carrera | Total carrera | 289   | 46    | 23    | 47    | 13    | 0     | 9             | 1             | 1             | 345   | 60    | 24    |

## Palmarés

### Campeonatos nacionales
| Título        | Equipo          | País     | Año  |
| ------------- | --------------- | -------- | ---- |
| Copa Colombia | Deportes Tolima | Colombia | 2014 |